# أوتوموبيل رينيه بونيه

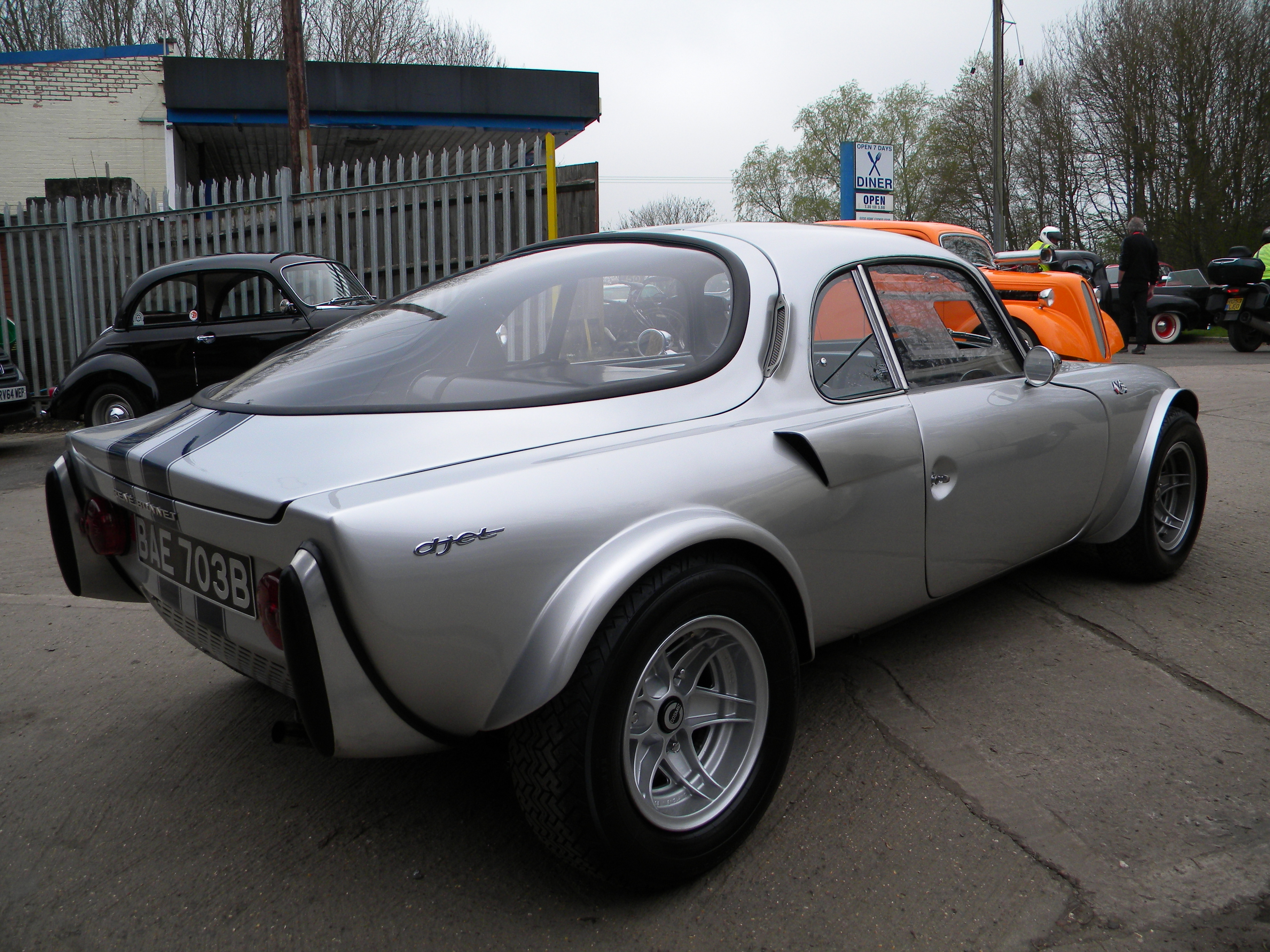
رينيه بونيه 1964 من الخلف

كانت شركة Automobiles René Bonnet «أوتوموبيل رينيه بونيه» شركة فرنسية لصناعة السيارات.
كانت الشركة استمرارًا لشركة Deutsch et Bonnet (DB) «دويتش وبونيه (د.ب.)» بواسطة رينيه بونيه بعدما أسس تشارلز دويتش، صاحب حرف الدال في «د.ب.»، شركته الخاصة CD. كان مقر الشركة في شامبيني سور مارن في الجنوب الشرقي من وسط باريس.

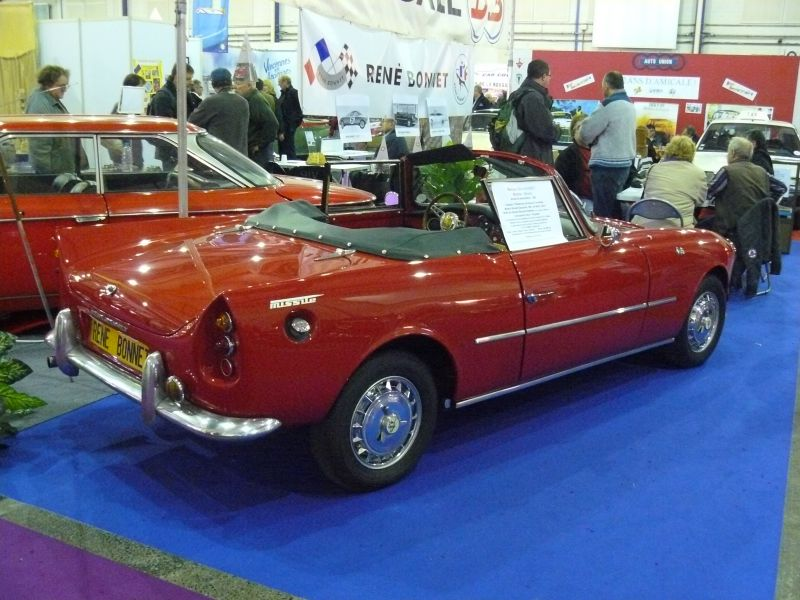
Missile "الصاروخ" من الخلف

كان السبب الرئيسي للانفصال هو تصميم شركة دويتش على البقاء مخلصًا لمحركات بانهارد بينما كان بونيه حريصًا على التحول إلى محطات رينو لتوليد الطاقة. استمرت DB Le Mans «د.ب. لو مان»، وهي سيارة 2 + 2 مكشوفة، في الإنتاج كرينيه بونيه لومان، والتي لا تزال على هيكل قائم على العجلات الأمامية من بانهارد، ولكن مجهزة الآن بمحركات رينو. تم استخدام محرك رينو الموازي ذو الأربعة أسطوانات سعة 1108 سم مكعب أيضًا في Missile «الصاروخ»، وهي سيارة مكشوفة ذات مقعدين استنادا إلى لومان ولكن مع واجهة أمامية معاد تصنيعها، وأيضا لسيارة Djet «دجيت» ذات المحرك المتوسط.

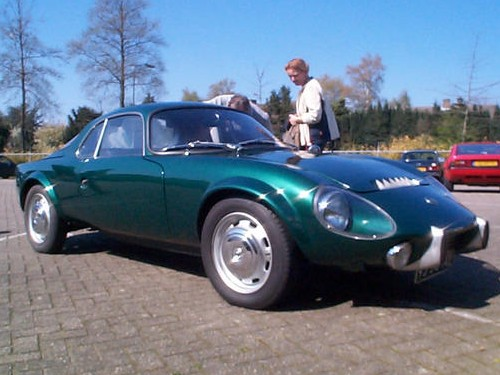
ماترا بونيه دجيت V

أنتجت الشركة سيارات رياضية خفيفة أمامية الدفع وسيارات رياضية ذات محرك وسطي بهياكل من الألياف الزجاجية ذات ديناميكية هوائية للغاية مدعومة بشكل أساسي بمحركات رينو المحسنة. شاركت سياراتها في سباق «لومان 24 ساعة» في أعوام 1962 و 1963 و 1964. قد يكون تركيز الإدارة على نشاط السباق قد جاء على حساب التجاري، وقد تم بيع عدد قليل نسبيًا من السيارات خلال هذه الفترة: بحلول عام 1964، كان النقد ينفد.
في عام 1962، أطلقت شركة رينيه بونيه الطراز الجديد دجيت، والذي يتذكره باعتباره Matra «ماترا»، على الرغم من بيع 198 سيارة بونيه دجيت بين عامي 1962 و 1964 (179 منها كانت بأدنى مواصفات "Djet I" بقوة 65 حصانًا). تتميز السيارات عادةً بمحرك رينو رباعي الأسطوانات 1,108 سم مكعب، لكن بعض الإصدارات المنافسة تلقت وحدة حدبات مزدوجة أصغر وأقوى بكثير، بحجم 996 سم مكعب. لم يتم إعادة السيارات السابقة القائمة على DB وهم الصاروخ ولومان إلى الإنتاج بعد استحواذ ماترا.
عملت الشركة بشكل وأنثيق متزايد مع مستثمرها الرئيسي ماترا. كانت ماترا في ذلك الوقت شركة تصنيع أسلحة تركز على الصواريخ، لكنهم كانوا أيضًا متحمسين لمستقبل تقنية الألياف الزجاجية التي كانت بونيه رائدة فيها. كما ساهم طيار مقاتل سابق نشيط وسياسي وطني يدعى أندريه موينيت بدور مهم في الجمع بين أعمال بونيه وماترا، والذي يبدو أن مشاركته مع المؤسسة قد تجاوزت مشاركة بونيه. كانت شراكة ماترا سريعة التطور مع أعمال رينيه بونيه لصناعة السيارات بداية لقسم ماترا للسيارات المعروف بشكل أكبر لاحقًا، والذي تم افتتاحه رسميًا في أكتوبر 1964. بعد ذلك، بدى أن بونيه نفسه لم يشارك كثيرًا في الأعمال التجارية التي حملت اسمه لمدة عامين ونصف.

## السيارات
- رينيه بونيه لومان: 1962–1964
- رينيه بونيه Missile «الصاروخ»: 1962–1964
- رينيه بونيه دجيت: 1962–1964 (وتم إنتاجه لاحقًا باسم ماترا-بونيه دجيت / ماترا جت حتى عام 1967)
- رينيه بونيه إيروجيت: 1964–1965 (سيارة المنافسة، صنع تسعة فقط)